# Jürgen Kretschmer (Kanute)
Jürgen Kretschmer (* 4. Dezember 1947 in Zeitz) ist ein ehemaliger deutscher Kanute, der im Kanuslalom für die Deutsche Demokratische Republik antrat.
Kretschmer startete für den SC DHfK Leipzig, zusammen mit Klaus Trummer wurde er 1968, 1970, 1971 und 1973 DDR-Meister im Zweier-Canadier, 1974 und 1975 waren die beiden Vizemeister. Bei den Weltmeisterschaften 1971 in Meran siegten Trummer/Kretschmer vor Rolf-Dieter Amend und Walter Hofmann sowie dem dritten DDR-Boot mit Uwe Franz und Ulrich Opelt; die Mannschaftsweltmeisterschaft gewannen die DDR-Fahrer ebenfalls. 
Bei den Olympischen Spielen 1972 wurden erstmals olympische Wettbewerbe im Kanuslalom ausgetragen. Auf dem Augsburger Eiskanal siegten Amend und Hofmann vor Hans-Otto Schumacher und Wilhelm Baues aus der Bundesrepublik Deutschland und den französischen Brüdern Olry, Trummer und Kretschmer belegten den vierten Platz. 
1973 belegten Trummer/Kretschmer bei den Weltmeisterschaften in Muotathal den zweiten Platz hinter Jiří Krejza und Jaroslav Pollert aus der Tschechoslowakei; die Mannschaftswertung gewannen die Westdeutschen Kanuten vor der Tschechoslowakei, die Mannschaft aus der DDR erhielt die Bronzemedaille. Zwei Jahre später bei den Weltmeisterschaften in Skopje gewannen Trummer und Kretschmer den Weltmeistertitel, wie 1971 siegten sie in der Einzel- und in der Mannschaftswertung.